# Jacques Fellice
Jacques Fellice (né le 8 février 1955 à Pointe-à-Pitre) est un athlète français, spécialiste du 400 mètres.

## Biographie
Il participe aux Jeux olympiques de 1980, à Moscou, et se classe quatrième du relais 4 × 400 m, en compagnie de Robert Froissart,
Didier Dubois et Francis Demarthon.
Il remporte le titre du 400 m lors des championnats de France en salle 1982.

## Palmarès

### International
| Date | Compétition     | Lieu   | Résultat | Épreuve          | Performance   |
| ---- | --------------- | ------ | -------- | ---------------- | ------------- |
| 1980 | Jeux olympiques | Moscou | 4e       | Relais 4 × 400 m | 3 min 04 s 80 |

### National
- Championnats de France d'athlétisme en salle :
  - vainqueur du 400 m en 1982

### Records
| Épreuve | Performance | Lieu | Date |
| ------- | ----------- | ---- | ---- |
| 200 m   | 21 s 39     |      | 1987 |
| 400 m   | 46 s 51     |      | 1983 |